# 1962-es magyar atlétikai bajnokság
Az 1962-es magyar atlétikai bajnokság a 67. magyar bajnokság volt.

## Eredmények

### Férfiak
| Versenyszám                         | Arany                                                                                  | Arany     | Ezüst                                                            | Ezüst      | Bronz                                                               | Bronz     |
| ----------------------------------- | -------------------------------------------------------------------------------------- | --------- | ---------------------------------------------------------------- | ---------- | ------------------------------------------------------------------- | --------- |
| 100 m                               | Csutorás Csaba Bp. Honvéd                                                              | 10,4      | Mihályfi László TFSE                                             | 10,5       | Rábai Gyula Újpesti Dózsa                                           | 10,6      |
| 200 m                               | Csutorás Csaba Bp. Honvéd                                                              | 21,1      | Mihályfi László TFSE                                             | 21,2       | Rábai Gyula Újpesti Dózsa                                           | 21,6      |
| 400 m                               | Csutorás Csaba Bp. Honvéd                                                              | 46,7      | Gyulai István Bp. Honvéd                                         | 48,3       | Nagy Sándor Újpesti Dózsa                                           | 48,8      |
| 800 m                               | Parsch Péter Vasas                                                                     | 1:49,6    | Nagy Imre Bp. Vörös Meteor                                       | 1:51,0     | Kiss György Győri Dózsa                                             | 1:51,7    |
| 1500 m                              | Parsch Péter Vasas                                                                     | 3:44,5    | Kiss György Győri Dózsa                                          | 3:45,6     | Kovács Lajos Újpesti Dózsa                                          | 3:46,6    |
| 5000 m                              | Kiss István Bp. Honvéd                                                                 | 14:07,8   | Szekeres Béla MAFC                                               | 14:09,6    | Mácsár József Bp. Vörös Meteor                                      | 14:17,6   |
| 10 000 m                            | Sütő József Vasas                                                                      | 29:52,6   | Pintér János Bp. Spartacus                                       | 29:59,8    | Sovák János Bp. Honvéd                                              | 30:12,2   |
| 4 × 100 m szeptember 29–30.         | Csutorás Csaba Babos Imre Gyulai István Kalocsai Henrik Bp. Honvéd                     | 41,3      | Újpesti Dózsa                                                    | 41,3       | Vasas Izzó                                                          | 42,1      |
| 4 × 200 m                           | Kalocsai Henrik Csutorás Csaba Gyulai István Babos Imre Bp. Honvéd                     | 1:25,5    | Tatabányai Bányász                                               | 1:27,3     | Újpesti Dózsa                                                       | 1:27,5    |
| 4 × 400 m                           | Korda István Majercsik Mihály Gyulai István Csutorás Csaba Bp. Honvéd                  | 3:11,6    | Nagy Sándor Török László Benkő János Rábai Gyula Újpesti Dózsa A | 3:16,2     | Újpesti Dózsa B                                                     | 3:20,4    |
| 4 × 800 m                           | Tálas István Kovács Lajos Prohászka István Garbacz Ferenc Újpesti Dózsa                | 7:44,0    | Benedek Szerényi János Kiss István Iharos Sándor Bp. Honvéd      | 7:44,8     | Simonics József Tóth Gyula Bárkányi István Lovas Ferenc Szegedi VSE | 7:47,8    |
| 4 × 1500 m                          | Horváth Miklós Kiss István Szerényi János Iharos Sándor Bp. Honvéd                     | 15:53,2   | MAFC                                                             | 16:02,2    | Kovács Lajos Szentgáli Lajos Újpesti Dózsa                          | 16:06,4   |
| 110 m gát                           | Retezár Imre Újpesti Dózsa                                                             | 14,8      | Sövényi Ferenc Bp. Honvéd                                        | 14,8       | Csányi Zoltán MAFC                                                  | 14,8      |
| 200 m gát                           | Retezár Imre Újpesti Dózsa                                                             | 23,9      | Turóczy Árpád Bp. Honvéd                                         | 24,2       | Vértessy Miklós BEAC                                                | 24,3      |
| 400 m gát                           | Török László Újpesti Dózsa                                                             | 53,3      | Benkő János Újpesti Dózsa                                        | 53,4       | Vértessy Miklós BEAC                                                | 53,5      |
| 3000 m akadály                      | Fazekas Miklós Diósgyőri VTK                                                           | 8:43,2    | Mácsár József Bp. Vörös Meteor                                   | 8:48,8     | Simon Attila Ferencvárosi TC                                        | 9:00,2    |
| 20 km gyaloglás augusztus 5.        | Kiss Antal Gyöngyösi Bányász                                                           | 1:42:15,2 | Dinesz Béla Bp. Postás                                           | 1:42:55,6  | Havasi István Bp. Postás                                            | 1:45:21,0 |
| 50 km gyaloglás július 11.          | Dinesz Béla Bp. Postás                                                                 | 5:04:31,6 | Tesch Ferenc Bp. Előre                                           | 5:14:30,8  | Temesvári Gyula Szegedi Spartacus                                   | 5:26:50,2 |
| magasugrás                          | Medovárszky János Gyulai MEDOSZ                                                        | 203 cm    | Szekeres Tibor Újpesti Dózsa                                     | 200 cm     | Szarka István Tatabányai Bányász                                    | 200 cm    |
| távolugrás                          | Kalocsai Henrik Bp. Honvéd                                                             | 761 cm    | Csányi Zoltán MAFC                                               | 718 cm     | Hámori Imre Bp. Honvéd                                              | 713 cm    |
| hármasugrás                         | Kalocsai Henrik Bp. Honvéd                                                             | 15,78 m   | Czapalai Gyula Újpesti Dózsa                                     | 15,42 m    | Kovács László BEAC                                                  | 15,28 m   |
| rúdugrás                            | Horváth János Újpesti Dózsa                                                            | 440 cm    | Horváth Tamás Bp. Spartacus                                      | 430 cm     | Török István MAFC                                                   | 420 cm    |
| súlylökés                           | Nagy Zsigmond MAFC                                                                     | 18,81 m   | Varjú Vilmos VM Közért                                           | 18,64 m    | Zsivótzky Gyula Újpesti Dózsa                                       | 15,54 m   |
| diszkoszvetés                       | Szécsényi József Bp. Honvéd                                                            | 54,61 m   | Klics Ferenc Vasas                                               | 51,89 m    | Nagy Zsigmond MAFC                                                  | 51,89 m   |
| gerelyhajítás                       | Kulcsár Gergely Bp. Honvéd                                                             | 78,47 m   | Krasznai Sándor Újpesti Dózsa                                    | 70,66 m    | Petőváry Attila Újpesti Dózsa                                       | 68,55 m   |
| kalapácsvetés                       | Zsivótzky Gyula Újpesti Dózsa                                                          | 67,18 m   | Eckschmiedt Sándor TFSE                                          | 62,00 m    | Csermák József Tapolcai MÁV                                         | 59,74 m   |
| tízpróba július 1.                  | Hubai Gyula Bp. Honvéd                                                                 | 6514      | Bakai József Csepel SC                                           | 6508       | Horváth János Újpesti Dózsa                                         | 5757      |
| maraton július 22.                  | Szalay Béla MTK                                                                        | 2:34:22,2 | Kun István Bp. Honvéd                                            | 2:38:45,6  | Percze Lajos MAFC                                                   | 2:57:44,2 |
| mezei futás október 21.             | Huszár János Békéscsabai MÁV                                                           | 30:08,4   | Szekeres Béla MAFC                                               | 30:31,0    | Sütő József Vasas                                                   | 31:12,4   |
| kis mezei futás (4 km) október 21.  | Simon Attila Ferencvárosi TC                                                           | 11:40,4   | Jóny István Ferencvárosi TC                                      | 11:44,2    | Kiss István Bp. Honvéd                                              | 11:46,2   |
| csapat 5000 m október 14.           | Kiss István Iharos Sándor Sovák János Horváth Miklós Szerényi János Bp. Honvéd         | 50        | Vasas                                                            | 75         | MAFC                                                                | 97        |
| csapat 20 km gyaloglás augusztus 5. | Dinesz Béla Havasi István Deák Ferenc Bp. Postás                                       | 5:26:09,2 | Bp. Honvéd                                                       | 5:44:27,4  | Salgótarjáni KSK                                                    | 6:04:18,2 |
| csapat 50 km gyaloglás július 11.   | Dinesz Béla Deák Ferenc Stefanik Pál Bp. Postás                                        | 16:11:15  | Ladányi Tibor Zalavári Ferenc Valkony Ferenc Törekvés            | 17:25:06,6 |                                                                     |           |
| csapat maraton július 22.           | Kun István Tóth Mihály Palla Kálmán Bp. Honvéd                                         | 8:40:18,2 | Szalay Béla Molnár Sándor Bendó Gyula MTK                        | 9:32:00,4  |                                                                     |           |
| csapat mezei futás október 21.      | Szekeres Béla Szabó Miklós Percze Lajos MAFC                                           | 15        | Sütő József Farkas János Andók Pál Vasas                         | 16         | Pintér János Szőke Bp. Spartacus                                    | 32        |
| csapat kis mezei futás október 21.  | Kiss István Iharos Sándor Szerényi János Horváth Miklós Szentiványi Gergely Bp. Honvéd | 27        | Aranyi József Szalay Béla Moór Kálmán MTK                        | 58         | BEAC                                                                | 84        |

### Nők
| Versenyszám                    | Arany                                                              | Arany   | Ezüst                                | Ezüst   | Bronz                                | Bronz   |
| ------------------------------ | ------------------------------------------------------------------ | ------- | ------------------------------------ | ------- | ------------------------------------ | ------- |
| 100 m                          | Heldt Erzsébet Újpesti Dózsa                                       | 11,8    | Markó Margit Vasas                   | 11,8    | Such Ida BVSC                        | 11,9    |
| 200 m                          | Heldt Erzsébet Újpesti Dózsa                                       | 24,4    | Such Ida BVSC                        | 24,6    | Munkácsi Antónia Magyar Pamut        | 24,7    |
| 400 m                          | Munkácsi Antónia Magyar Pamut                                      | 55,7    | Kazi Olga MAFC                       | 56,3    | Gerhardt Zsuzsa BEAC                 | 56,5    |
| 800 m                          | Kazi Olga MAFC                                                     | 2:08,8  | Sasvári Gizella Nagykanizsai Bányász | 2:10,7  | Tóth Mária Bp. Helyiipar             | 2:11,5  |
| 4 × 100 m                      | Takács Ilona Orbán Irén Heldt Erzsébet Németh Ida Újpesti Dózsa SC | 48,6    | BEAC                                 | 49,3    | Magyar Pamut                         | 49,3    |
| 4 × 200 m                      | Orbán Irén Takács Katalin Németh Ida Heldt Erzsébet Újpesti Dózsa  | 1:42,3  | BEAC                                 | 1:44,3  | Bp. Honvéd                           | 1:45,2  |
| 3 × 800 m                      | Horváth Mária Dávid Katalin Csanádi Mária Nagykanizsai Bányász     | 7:12,4  | Nagy Zsuzsa BEAC                     | 7:14,2  | Kazi Olga MAFC                       | 7:19,6  |
| 80 m gát                       | Németh Ida Újpesti Dózsa                                           | 11,4    | Benkovics Györgyi Bp. Honvéd         | 11,6    | Bácskai Mária Bp. Honvéd             | 11,8    |
| magasugrás                     | Mihályfi Éva Diósgyőri VTK                                         | 163 cm  | Keresztes Márta BEAC                 | 160 cm  | Steitz Anna TFSE                     | 157 cm  |
| távolugrás                     | Petró Orsolya TFSE                                                 | 598 cm  | Mihályfi Éva Diósgyőri VTK           | 589 cm  | Rózsavölgyi Jánosné Bp. Vörös Meteor | 577 cm  |
| súlylökés                      | Bognár Judit Bp. Honvéd                                            | 15,68 m | Mikuss Judit Újpesti Dózsa           | 15,00 m | Stugner Judit Újpesti Dózsa          | 14,05 m |
| diszkoszvetés                  | Kontsek Jolán Újpesti Dózsa                                        | 50,46 m | Bognár Judit Bp. Honvéd              | 49,29 m | Stugner Judit Újpesti Dózsa          | 47,14 m |
| gerelyhajítás                  | Antal Márta Vasas                                                  | 50,46 m | Krebs Sándorné Vasas                 | 49,73 m | Dusnoki Zsuzsa TFSE                  | 44,21 m |
| ötpróba július 1.              | Németh Ida Újpesti Dózsa                                           | 4252    | Rózsavölgyi Jánosné Bp. Vörös Meteor | 4247    | Mihályfi Éva Diósgyőri VTK           | 4183    |
| mezei futás október 21.        | Kazi Olga MAFC                                                     | 4:39,8  | Nagy Zsuzsa BEAC                     | 4:46,6  | Zsilák Ilona Békéscsabai Dózsa       | 5:00,5  |
| csapat mezei futás október 21. | Nagy Zsuzsa Heimann Ildikó Tyetyák Anna BEAC                       | 32      | Malina Mária Ferencvárosi TC         | 33      | Kazi Olga MAFC                       | 33      |

### Magyar atlétikai csúcsok
- kalapácsvetés  69,58  m  ocs.  Zsivótzky Gyula
- kalapácsvetés  69,64  m  ocs. Zsivótzky Gyula
- kalapácsvetés  70,42  m  ocs.  Zsivótzky Gyula